# Aréthuse
Aréthuse ou La Vengeance de l'Amour (título original en francés; en español, Aretusa, o La venganza del Amor) es una ópera-ballet en un prólogo (pastoral que se desarrolla en los jardines de Marly) y tres entrées (actos) dedicados al Infierno, el Mar y la Tierra (Les Enfers, La Mer, La Terre) con música de André Campra y libreto en francés de Antoine Danchet, basado en el Libro V de Las metamorfosis de Ovidio.
La partitura fue editada por Christophe Ballard en 1701. Bajo el nombre de Alphée et Aréthuse, el acto de ballet fue representado en la Académie royale, el 22 de agosto de 1752, precedido de un Prólogo de las Fêtes de l'Été ("Fiestas del verano"), del abbé Pellegrin y Montéclair, y seguido del intermedio italiano llamado Il Giocatore ("El jugador").
No hubo más reposiciones, pero la obra fue reelaborado por Antoine Dauvergne bajo el nombre de Alphée et Aréthuse, dentro del marco de las Fêtes d'Euterpe ("Fiestas de Euterpe").

## Personajes
| Personajes                                | Tesitura     | Reparto del estreno el 14 de julio de 1701 |
| ----------------------------------------- | ------------ | ------------------------------------------ |
| Le Printemps (la Primavera)               |              | Pichon                                     |
| La Nymphe de la Seine (la Ninfa del Sena) |              | Mlle Maupin                                |
| Aréthuse (Aretusa)                        |              | Mlle Moreau                                |
| Alphée (Alfeo)                            | bajo         | Thévenard                                  |
| Pluton (Plutón                            | bajo         | Hardouin                                   |
| Proserpine (Proserpina)                   |              | Mlle Champenois                            |
| Endimion (Endimión)                       | haute-contre | Chopelet                                   |
| Neptune (Neptuno)                         | bajo         | Dun                                        |
| Thétis (Tetis)                            |              | Mlle Maupin                                |
| Diane (Diana)                             |              | Mlle Desmatins                             |
| Ismène (Ismene)                           |              | Mlle Savigny                               |
| L'Amour (Cupido)                          |              | Mlle Loignon                               |